# تحلیل ایزوتوپ

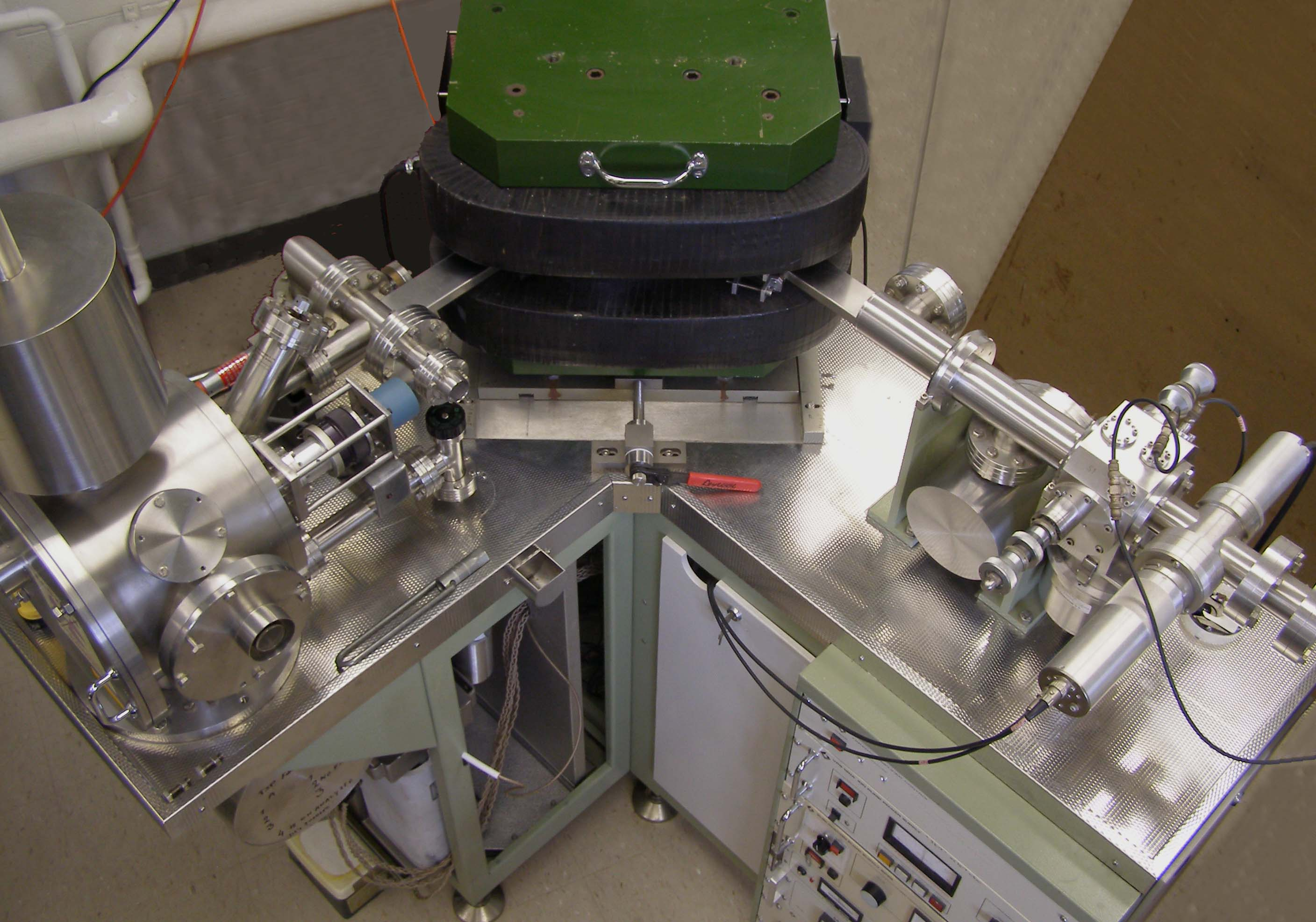
طیف‌سنج جرمی بخش مغناطیسی مورد استفاده در تجزیه و تحلیل نسبت ایزوتوپی، از طریق یونیزاسیون حرارتی

تحلیل ایزوتوپ یا تجزیه و تحلیل ایزوتوپی (به انگلیسی: Isotope analysis)، شناسایی امضای ایزوتوپی، فراوانی ایزوتوپ‌های پایدار خاص عناصر شیمیایی در ترکیبات آلی و معدنی است. تجزیه و تحلیل ایزوتوپی را می‌توان برای درک جریان انرژی از طریق شبکه غذایی، بازسازی شرایط محیطی و اقلیمی گذشته، بررسی رژیم غذایی انسان و جانور، احراز هویت مواد غذایی، و انواع دیگر فرآیندهای فیزیکی، زمین‌شناسی، دیرین‌شناسی و شیمیایی استفاده کرد. نسبت ایزوتوپ‌های پایدار با استفاده از طیف‌سنجی جرمی اندازه‌گیری می‌شوند که ایزوتوپ‌های مختلف یک عنصر را بر اساس نسبت جرم به بار آنها جدا می‌کند.